# Josef Lauer
Josef Lauer (* 1818 in Wien; † 28. September 1881 ebenda) war ein österreichischer Stilllebenmaler, der unter anderem in der Biedermeierzeit wirkte.

## Leben, künstlerische Ausbildung und Tätigkeit

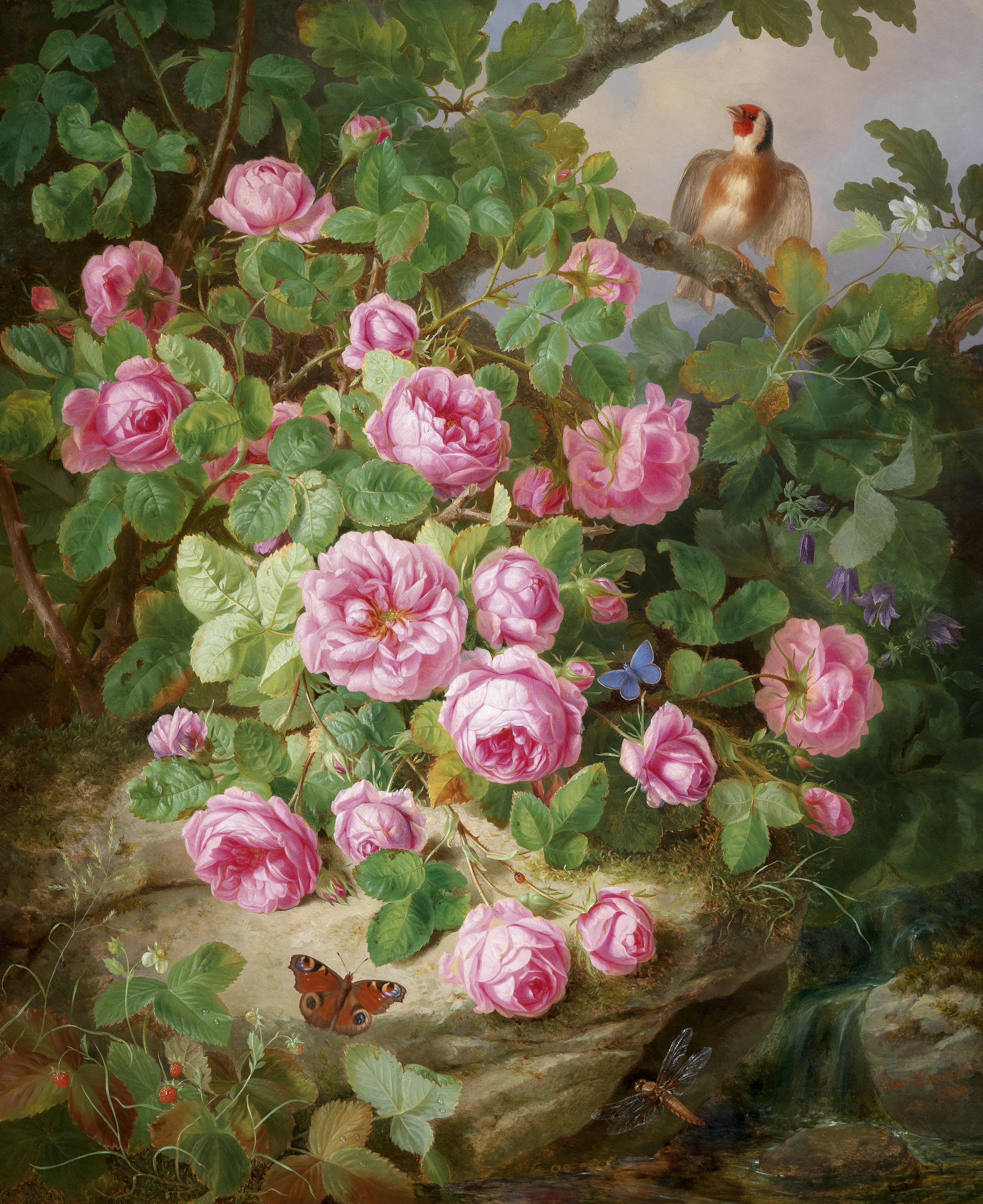
Typisches Werk Lauers: Großes dekoratives Rosenstillleben mit Schmetterlingen und Vogel, Öl auf Leinwand, aus dem Jahr 1870

Lauer wurde im Jahre 1818 in Wien geboren und studierte unter anderem an der Wiener Akademie unter Sebastian Wegmayr, Joseph Mössmer, Thomas Ender und Franz Steinfeld. Er widmete sich während seiner gesamten Karriere fast ausschließlich der Blumen- und Früchtemalerei, wobei er der Erste war, der Blumenstillleben in eine Landschaft integrierte; oftmals war dies ein Waldhintergrund bzw. größtenteils prächtige Blumen- und Früchtebouquets.
Bislang wurden immer Blumen vor neutralem Hintergrund oder einer Wand gemalt, auch Lauer tat dies in einigen seiner Werke. Er baute seine Werke meist so auf, dass sie aus nur wenigen Einzelelementen bestanden und nicht durch Farben- und Formenrausch das Auge des Betrachters blendeten. Weiters bemerkenswert ist, dass Josef Lauer oftmals Vögel oder Insekten in seine Werke einband. Im Jahre 1840 gelang ihm seine erste Ausstellung, weitere folgten in den nachfolgenden Jahren bis zum Niedergang des Biedermeiers (bis 1848). Von 1840 bis in die 1860er Jahre hatte er seine größte Ausstellung in den Akademischen Ausstellungen zu St. Anna bzw. ab 1851 im eben erst nach einer Idee von Ferdinand Georg Waldmüller durch Rudolf von Arthaber gegründeten Österreichischen Kunstverein.
Lauer, der ab 1861 Mitglied des Künstlerhaus Wien war, lebte und wirkte bis zu seinem Tod in seiner Heimatstadt Wien. Obwohl mit dem Biedermeier auch die Stilllebenmalerei niederging, beschäftigte sich Lauer bis zu seinem Tod im Jahre 1881 mit dieser.